# ギンパラ
ギンパラ（銀腹、学名：Lonchura malacca）はスズメ目カエデチョウ科に分類される鳥類。

## 分布
東南アジア（インド、スリランカ、ベトナム、マレーシア、インドネシア）に分布する留鳥。
日本では外来種で、1968年に神奈川県で発見され、以降留鳥として生息している。愛玩用に持ち込まれたものが野生化したものと考えられている。

## 特徴
体長 11～12cm ほど。
雄は頭部が黒く、背部が橙褐色、嘴が青灰色である。雌は褐色。
羽色はキンパラに似るが、本種は脇腹部が白いところで判別できる。

## 生態
草地など明るい茂みを好み、イネ科植物の種子を好んで食べる。熱帯低地の湿潤な森林でも見られる。
非繁殖期は群れで行動し、混群を形成することもある。